# Berliner Stadtmauer

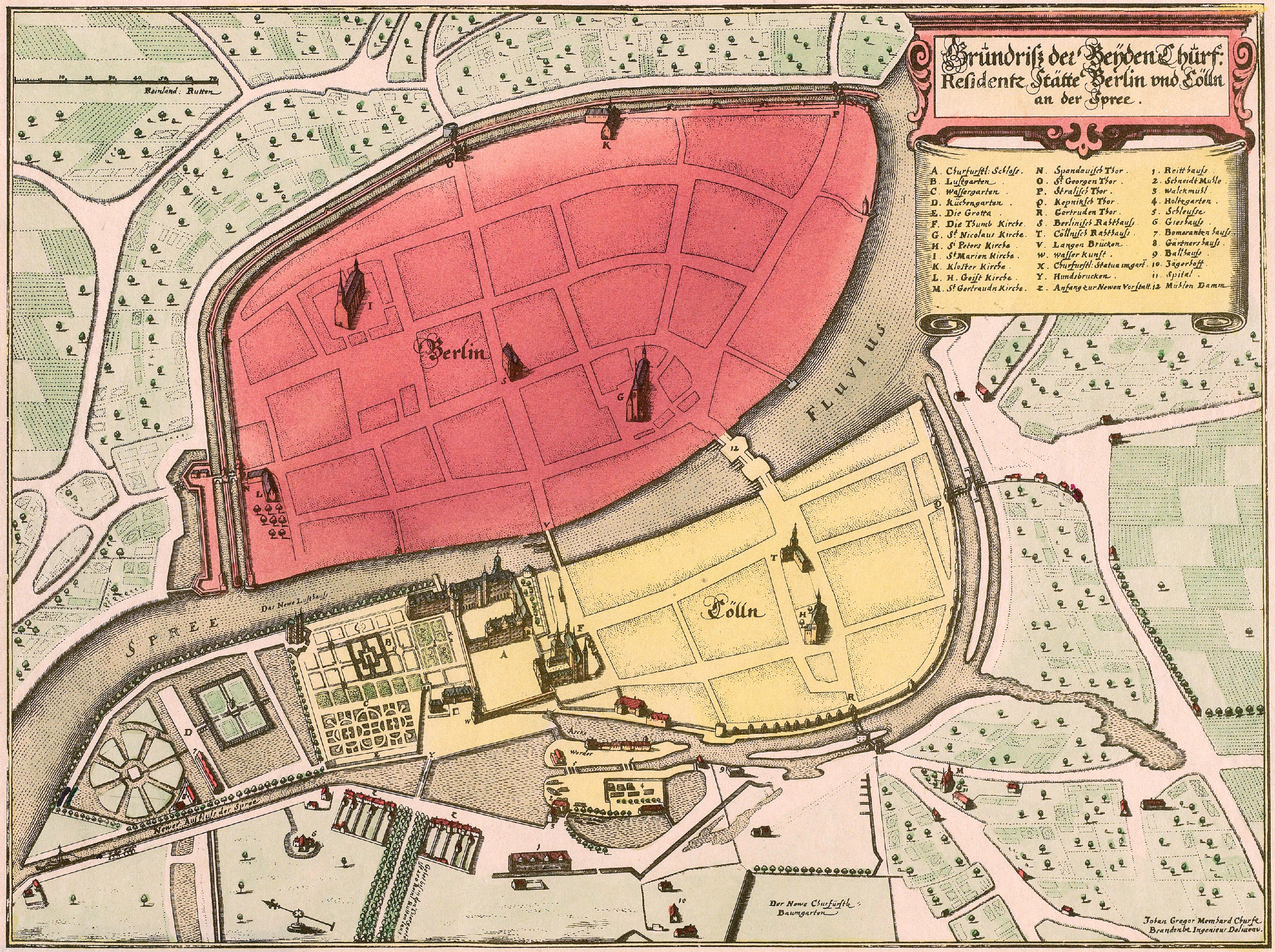
Die mittelalterliche Stadtmauer von Berlin und Kölln auf dem Memhardt-Plan (Nordosten oben)

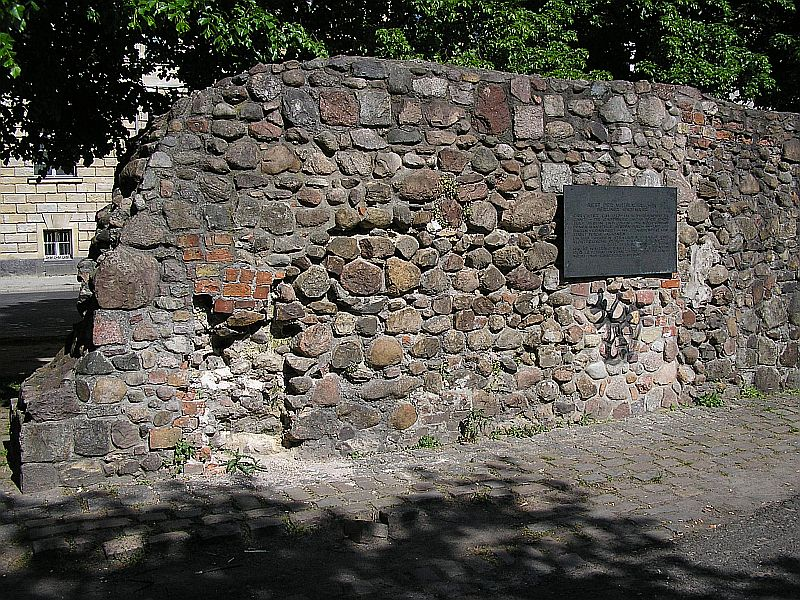
Reste der Berliner Stadtmauer in der Littenstraße

Die Berliner Stadtmauer war ein Bauwerk im Mittelalter, das um die damalige Doppelstadt Berlin-Kölln herum, einschließlich mehrerer Stadttore in den Durchlässen, errichtet wurde.

## Lage
Die Berliner Stadtmauer verlief östlich der Spree in etwa entlang der Waisenstraße, weiter parallel zur jetzigen Trasse der Stadtbahn bis zur Burgstraße im Norden. Auf Köllner Gebiet folgte die Stadtmauer dem Verlauf des Spreekanals, der heutigen Friedrichsgracht bis hin zur Schleusenbrücke am Kupfergraben. Von dort verlief sie wieder ostwärts zur Spree. Bei der Entstehung des Memhardt-Plans war dieser Teil der Stadtmauer bereits mit dem Berliner Stadtschloss überbaut.
Zwischen der Litten- und der Waisenstraße befinden sich noch Reste der alten Stadtmauer. Sie wurden vor dem Schleifen bewahrt, da sie als Begrenzungsmauer von Wohnhäusern dienten. Im Jahr 1948 wurde der Mauerrest gesichert und unter Denkmalschutz gestellt.

## Geschichte
Mit ihrer Entstehung im 12. und 13. Jahrhundert schützten sich die Städte Berlin und Kölln zunächst durch Wälle, Palisadenzäune und Gräben vor äußeren Feinden. Beginnend etwa um 1250 kam eine befestigte, aus Feldsteinen bestehende, bis zu zwei Meter hohe Stadtmauer hinzu, wobei die Spree als Grenze zwischen den beiden Städten davon ausgespart blieb, sodass zwischen den Städten keine Mauer existierte.
Im 13. Jahrhundert wurde die Stadtmauer mit Ziegeln ausgebessert und auf bis zu fünf Meter erhöht. Zur Verteidigung dienten in unregelmäßigen Abständen eingebaute Schießscharten, Türme und Wieckhäuser. Im 15. Jahrhundert wurden zwei etwa 15 Meter breite Gräben um die Stadtmauer gezogen und zwischen ihnen ein bis zu zehn Meter breiter Erdwall aufgeschüttet.
Die Stadtmauer verfiel mit der Zeit, sie wurde im 17. Jahrhundert geschleift und durch eine neue Festungsanlage mit mehreren Bastionen ersetzt, die ein erweitertes Stadtgebiet umfasste und ihrerseits ab 1734 wieder geschleift wurde.

## Tore der Stadtmauer

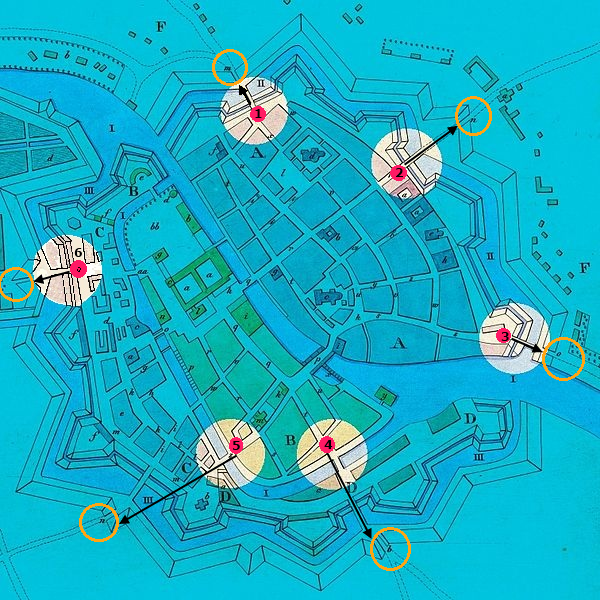
Verlagerung der mittelalterlichen Tore zu Festungstoren
1 Spandauer Tor
2 Oderberger Tor → Georgentor
3 Stralauer Tor
4 Köpenicker Tor
5 Gertraudentor → Leipziger Tor
6 Neues Tor

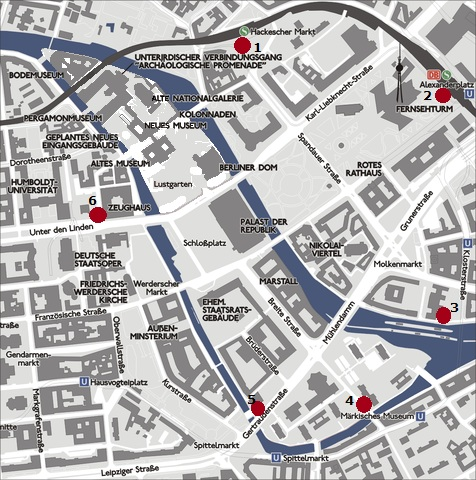
Lage der ehemaligen mittelalterlichen Stadttore in der Gegenwart
1 Spandauer Tor
2 Georgentor
3 Stralauer Tor
4 Köpenicker Tor
5 Gertraudentor
6 Neues Tor

Die Berliner Stadtmauer besaß östlich der Spree, also auf der Berliner Seite, drei Tore:
- Im Norden das Spandauer Tor am Ende der Spandauer Straße,
- im Nordosten das Oderberger Tor oder Georgentor, später als „Königstor“ bezeichnet, am Ende der Rathausstraße,
- im Südosten das Stralauer Tor in der Stralauer Straße, Höhe Waisenstraße.

Auf der Köllner Seite westlich der Spree befanden sich
- im Süden das Köpenicker Tor an der Roßstraßenbrücke am nördlichen Ende der Neuen Roßstraße,
- im Südsüdwesten das Gertraudentor an der Gertraudenbrücke, wo heute die Gertraudenstraße über den Spreekanal führt.

In der ersten Stadterweiterung des Friedrichswerder standen
- das Neue Tor oder Neustädtische Tor ungefähr in Höhe der heutigen Gebäude der Neuen Wache und des Zeughauses, 1683 kam anstatt des Gertraudentores noch das
- Leipziger Tor zwischen Neuem und Gertraudentor hinzu.

## Tore der Festungsanlage und Zollmauer
Mit dem Bau der Berliner Festung nach 1650 wurden die vier Tore (Spandauer, Stralauer, Köpenicker und Neues Tor) der Stadtmauer vor die Wallanlage verlegt und dort neu unter gleichem Namen erbaut. Auch für die beiden anderen entstand ein Neubau, allerdings mit veränderten Namen; aus dem Oderberger wurde das Georgen- und aus dem Gertrauden-Tor das Leipziger Tor. Wie die mittelalterlichen Stadtmauertore verschwanden auch bald die zweite Generation Berliner Tore, die Festungstore, völlig aus dem Stadtbild. Lediglich bestimmte Straßenzüge wie beispielsweise die Oberwallstraße oder Kurstraße sowie die Trasse der Stadtbahn zwischen Jannowitzbrücke und Museumsinsel erinnern mit ihrem Verlauf an die ehemaligen Schanzanlagen und ihre Tore. Während der Errichtung der wegen des rasanten Wachstums Berlins notwendig gewordenen Zoll- und Akzisemauer ab 1734, kam es zum Neubau von weiteren Toren, teilweise bereits als repräsentative Bauwerke, die einen größeren Bereich inklusive der im frühen 18. Jahrhundert angelegten Dorotheen- und Friedrichstadt umschlossen.
Durch das rasante Wachstum der Stadt im späten 19. Jahrhundert und die Eingemeindung zahlreicher Vorstädte ab 1861 (Wedding mit Gesundbrunnen, Moabit, die Tempelhofer, Stralauer und Schöneberger Vorstädte) kam es von 1866 bis 1869 zu einem erneuten Abriss, diesmal der Zolltore. So wurden die Zollmauer und fast alle ihre Tore geschleift. Es folgte in höchst repräsentativer Form die vierte und letzte Generation Berliner Stadttore. Beispiele hierfür sind die von Carl Friedrich Schinkel entworfenen Potsdamer Torhäuser und das Neue Tor, was nicht mit dem Neuen Tor an der alten Hundebrücke zu verwechseln ist. Aber auch diese Tore hatten keinen Bestand. Das einzige dieser Bauwerke, das nicht abgerissen wurde, ist das von Carl Gotthard Langhans entworfene Brandenburger Tor am Ende des Boulevards Unter den Linden.